# Мартусовка
Мартусо́вка (укр. Мартусівка) — село, входит в Бориспольский район Киевской области Украины.
Население по переписи 2001 года составляло 1024 человек, по данным 2024 года составляло 908 человек. Почтовый индекс — 08343. Телефонный код — 4595. Занимает площадь 2,197 км². Код КОАТУУ — 3220885001

## Местный совет
08343, Киевская обл, Бориспольский р-н, с. Мартусовка, ул. Бориспольская, 2